# Saint-Firmin-sur-Loire
Saint-Firmin-sur-Loire é uma comuna francesa na região administrativa do Centro, no departamento Loiret. Estende-se por uma área de 24,24 km². Em 2010 a comuna tinha 513 habitantes (densidade: 21,2 hab./km²).